# D903 (Meurthe-et-Moselle)
De D903 is een departementale weg in het Noordoost-Franse departement Meurthe-et-Moselle. De weg loopt van de grens met Meuse via Mars-la-Tour naar de grens met Moselle. In Meuse loopt de weg als D903 verder richting Verdun en Parijs. In Moselle loopt de weg verder als D903 richting Metz.

## Geschiedenis
Oorspronkelijk was de D903 onderdeel van de N3. In 1973 werd de N3 verlegd over een noordelijker tracé (de huidige D603) en de zuidelijke route overgedragen aan het departement Meurthe-et-Moselle. De weg kreeg toen het nieuwe nummer D903.